# Броліскеді
Броліскеді (груз. ბროლისქედი) — село в Грузії.
За даними перепису населення 2014 року в селі проживає 284 особи.